# Gustaaf Willem van der Feltz (1817-1863)
Gustaaf Willem van der Feltz (Assen, 21 juni 1817 - Dwingeloo, 4 juli 1863) was een Nederlandse advocaat en burgemeester.

## Leven en werk
Van der Feltz werd in 1817 in Dwingeloo geboren als zoon van de griffier van de rechtbank Gustaaf Willem van der Feltz (1780-1853) en van Louise Isabella van der Feltz (1778-1857). Hij studeerde rechten aan de universiteit van Groningen en promoveerde aldaar in 1846. In 1852 werd hij benoemd tot burgemeester van Dwingeloo. Per 1 februari 1855 werd hem eervol ontslag verleend als burgemeester. Na zijn burgemeesterschap was hij advocaat te Assen. Hij trouwde op 8 juli 1858 in Dwingeloo met de 12 jaar jongere kasteleinsdochter Anna Barelds. Van der Feltz overleed in juli 1863, nog geen maand voor de geboorte van zijn zoon Gustaaf Willem, de latere vicepresident van de rechtbank van Rotterdam.